# Luis Eduardo González
| 3495 Colchagua | 2 luglio 1981 |
| 3691 Bede      | 29 marzo 1982 |

Luis Eduardo González (...) è un astronomo cileno.
Il Minor Planet Center gli accredita la scoperta di due asteroidi, effettuate tra il 1981 e il 1982.
Ha inoltre scoperto la cometa non periodica C/1981 M1 (Gonzalez).